# Acústico (álbum de Ana Nóbrega)
Acústico é o primeiro extended play (EP) da cantora brasileira Ana Nóbrega, lançado em julho de 2017 pela gravadora Som Livre. O álbum soma canções dos trabalhos Não Me Deixes Desistir (2015) e Perfeito Amor (2017) em interpretações acústicas e minimalistas. A obra foi lançada exclusivamente para as plataformas digitais.
| Críticas profissionais | Críticas profissionais |
| Avaliações da crítica  | Avaliações da crítica  |
| Fonte                  | Avaliação              |
| ---------------------- | ---------------------- |
| Super Gospel           | [ 2 ]                  |

## Faixas
1. "Isso É que É Viver"
2. "Oh, Quão Lindo Esse Nome É"
3. "Lindo"
4. "Não Me Deixes Desistir"
5. "Ontem, Hoje e Sempre"
6. "Meus Olhos em Ti"
7. "Mais Perto"